# Rondine (Arezzo)
Rondine is een plaats (frazione) in de Italiaanse gemeente Arezzo.